# Enrique Federico de Hohenlohe-Langenburg
Enrique Federico de Hohenlohe-Langenburg (en alemán, Heinrich Friedrich zu Hohenlohe-Langenburg; Langenburg, 7 de septiembre de 1625-ibidem, 2 de junio de 1699) era el hijo menor del conde Felipe Ernesto de Hohenlohe-Langenburg y de su esposa, la condesa Ana María de Solms-Sonnewalde.
Era el jefe de la casa de Hohenlohe-Langenburg y añadió un campanario a la iglesia de la ciudad de Langenburg, que sostiene cuatro campanas, y todavía se mantiene en la actualidad. El conde trabajó duro y con éxito para reconstruir su condado, que sufrió severamente durante la guerra de los Treinta Años. También logró reducir la deuda pública del condado.

## Matrimonios y descendencia
El 25 de enero de 1652 contrajo matrimonio con la condesa Leonor Magdalena de Hohenlohe-Weikersheim (1635-1657), hija de su tío, Jorge Federico de Hohenlohe-Weikersheim (1569-1647). Ella murió en 1657, solo después de cinco años de matrimonio. Tuvieron cuatro hijos:
- Sofía María (1653).
- Felipe Alberto (1654).
- María Magdalena (1655).
- Ernesto Everardo Federico (1656-1671).

En 1658, contrajo matrimonio con la condesa Juliana Dorotea de Castell-Remlingen (1640-1706). Tuvieron los siguientes hijos:
- Alberto Wolfgang (1659-1715), desposó a la condesa Sofía Amalia de Nassau-Saarbrücken (1666-1736).
- Cristina Juliana (1661).
- Cristián Luis (1662-1663).
- Felipe Federico (1664-1666).
- Sofía Cristiana Dorotea (1666).
- Luisa Carlota (1667-1747), desposó al conde Luis Godofredo de Hohenlohe-Waldenburg (1668-1728).
- Cristián Crato (1668-1743), desposó a la condesa María Catalina de Hohenlohe-Waldenburg (1680-1761).
- Leonor Juliana (1669-1730), desposó al conde Juan Ernesto de Hohenlohe-Öhringen (1670-1702).
- María Magdalena (1670-1671).
- Everardo Federico (1672-1737), desposó por primera vez, en 1701, a Federica Albertina de Erbach-Fürstenau (1683-1709), y por segunda vez, en 1709, a Augusta Sofía de Wurtemberg (1691-1743).
- Juana Sofía (1673-1743), desposó al conde Federico Cristián de Schaumburg-Lippe (1655-1728).
- María Cristiana (1675-1718), monja en la Abadía de Gandersheim.
- Mauricio Luis (1676-1679).
- Augusta Dorotea (1678-1740), desposó al conde Enrique XI de Reuss-Schleiz (1669-1726).
- Filipina Enriqueta (1679-1751), desposó al conde Luis Crato de Nassau-Saarbrücken (1663-1713).
- Ernestina Isabel (1680-1721).

| Predecesor: Felipe Ernesto | Conde de Hohenlohe-Langenburg 29 de enero de 1628-2 de junio de 1699 | Sucesor: Alberto Wolfgang |

- Datos: Q69927